# Gilles Lellouche
Gilles Lellouche (Caen, 5 de julho de 1972) é um ator e cineasta francês.